# ألفرد باوم
ألفرد باوم هو ملحن وعازف بيانو سويسري، ولد في 23 سبتمبر 1904 في زيورخ في سويسرا، وتوفي في 30 سبتمبر 1993 في فاليزيلن في سويسرا.